# Büllingen
Büllingen (franceză Bullange, valonă Bollindje) este o comună germanofonă din regiunea Valonia din Belgia. Comuna este formată din localitățile Büllingen, Manderfeld, Rocherath, Losheimergraben, Hünningen, Mürringen și Honsfeld. Suprafața totală este de 150,49 km². La 1 ianuarie 2008 comuna avea o populație totală de 5.471 locuitori. 